# 5121 Numazawa
5121 Numazawa è un asteroide della fascia principale. Scoperto nel 1989, presenta un'orbita caratterizzata da un semiasse maggiore pari a 2,2315712 UA e da un'eccentricità di 0,1702331, inclinata di 6,45670° rispetto all'eclittica.